# Masnice vodní

Zobrazení masnice vodní

Masnice vodní (Tillaea aquatica) je drobná, nenápadná, bíle kvetoucí, tučnolistá, mokřadní bylina, jediný druh rodu masnice, který se v květeně České republiky vyskytuje. Přestože je v české krajině původním druhem, je velice vzácná a ohrožená vyhynutím.

## Rozšíření
Druh je rozšířen po velkém, ale roztříštěném areálu. V Evropě se vyskytuje na jihu Skandinávie a na Britských ostrovech, v oblastech na sever od Alp a v evropské části Ruska. V Asii roste v Mongolsku, na Kamčatce, v Koreji, Japonsku a Severní Americe na východním i západním pobřeží.
V České republice masnice vodní ve druhé polovině 20. století vymizela z většiny historických lokalit, které se nacházely v pahorkatinách až v podhůří. Dokázala přežít jen na několika izolovaných místech v okolí Třeboně a Náměště nad Oslavou. V okolních středoevropských státech již buď zcela vymizela nebo je na pokraji vymizení (Slovensko, Německo, Rakousko, Polsko).

## Ekologie
Roste na vlhkých, jinou vegetací nezarostlých místech podél vodních nádrží nebo toků, často i na bahnitých či písčitých dnech letněných rybníků. Nevadí ji kolísání vodní hladiny a může být i po jistou dobu zaplavena, květy se ale vytvoří a mohou být opyleny jen na vynořených částech.

## Popis
Jednoletá nebo krátce vytrvalá, trsnatá, lysá, 1 až 5 cm vysoká rostlina vyrůstající ze svazčitého kořene. Načervenalé lodyhy jsou přímé, vystoupavé nebo poléhavé, hodně rozvětvené a v uzlinách schopné zakořenit. Jsou hustě porostlé křižmostojnými listy, bývají asi 6 mm dlouhé a 1 mm široké a mají krátkou pochvu. Jsou téměř přisedlé, dužnaté, po obvodě celistvé a na vrcholu hrotité.
Z úžlabí listů na krátkých stopkách jednotlivě vyrůstají květy, které bývají zpravidla čtyřčetné. Drobné okvětní plátky jsou rozlišeny na kalich a korunu. Bílá nebo slabě načervenalá koruna, 1 až 1,2 mm velká, je asi dvakrát delší než špičatý kalich. V květu jsou ve dvou kruzích čtyři krátké tyčinky s intorzními prašníky, blizny dozrávají až po vyprázdnění prašníků. Květy se obvykle otvírají od července do září a bývají opylovány hmyzem, který pod semeníky nachází nektar. Ploidie druhu je 2n = 42.
Plody jsou mnohosemenné měchýřky obsahující 6 až 16 hladkých semen. Za vlhka měchýřky nabobtnají, prasknou a 0,5 mm velká, eliptická semena jsou deštěm vyplavena a vodou zanesena do vlhkých prohlubní.

## Rozmnožování
Rostliny se mohou rozšiřovat jak vegetativně, rozrůstáním trsů a oddenků nebo úlomky lodyh jež ve vlhkém prostředí snadno zakoření, tak i pohlavně semeny. Ta jsou roznášena vodou, nebo se s přilnavým bahnem dostanou na nohy či peří vodních ptáků a jsou šířena na velké vzdálenosti. Taktéž mohou být zavlékána lidmi nalepením na jejich obuv, nářadí či stroje. Semena ukrytá v bahnité půdě přečkávají po několik let a vyklíčí až s příchodem vhodných podmínek.

## Ohrožení
Masnice vodní, bylina bez ekonomického významu, je ohrožená hlavně eutrofizací svého prostředí, která je důsledkem změn v hospodaření jak na loukách či zemědělské půdě, tak i na rybnících. Je proto chráněna vyhláškou „Ministerstva životního prostředí ČR č. 395/1992 Sb. ve znění vyhl. č. 175/2006 Sb. (§1)“ jako kriticky ohrožený druh, stejně tak je hodnocena i v „Červeném seznamu cévnatých rostlin České republiky (C1t)“.